# Still Life (Talking)
Still Life (Talking) – piąty studyjny (siódmy w dyskografii) album grupy Pat Metheny Group, nagrany w marcu oraz kwietniu 1987 r. i w tym samym roku wydany przez wytwórnię Geffen Records. Album zdobył w 1988 r. nagrodę Grammy w kategorii Best Jazz Fusion Performance.

## Lista utworów
1. „Minuano (Six Eight)” (Metheny i Mays) – 9:27
2. „So May It Secretly Begin” (Metheny) – 6:26
3. „Last Train Home” (Metheny) – 5:41
4. „(It's Just) Talk” (Metheny) – 6:17
5. „Third Wind” (Metheny i Mays) – 8:37
6. „Distance” (Mays) – 2:45
7. „In Her Family” (Metheny) – 3:18

## Skład zespołu
- Pat Metheny – gitary
- Lyle Mays – fortepian, instrumenty klawiszowe
- Steve Rodby – gitary basowe
- Paul Wertico – perkusja
- Armando Marcal – instrumenty perkusyjne, wokal
- Mark Ledford – wokal
- David Blamires – wokal

## Miejsca na listachBillboardu
| Rok  | Lista                        | Miejsce |
| ---- | ---------------------------- | ------- |
| 1987 | The Billboard 200            | 86      |
| 1987 | Top Contemporary Jazz Albums | 3       |